# Clarke Peters
Clarke Peters (ur. 7 kwietnia 1952 w Nowym Jorku) – amerykański aktor, piosenkarz, scenarzysta i reżyser, najlepiej znany z roli Lestera Freamona w serialu HBO Prawo ulicy (The Wire).

## Wybrana filmografia
- 1981: Odległy ląd jako Ballard
- 1999: Notting Hill jako Helix
- 2000: Budząc zmarłych jako Howard Boorstin
- 2001: K-PAX jako Freddie
- 2002: Prawo ulicy jako Lester Freamon
- 2017: Trzy billboardy za Ebbing, Missouri jako Abercrombie